# Цхрапона
Цхрапона (груз. ცხრაფონა) — село в Грузії.
За даними перепису населення 2014 року в селі проживає 698 осіб.